# José Azevedo
José Bento Azevedo Carvalho (født 19. september 1973) er en portugisisk forhenværende professionel cykelrytter, som senest kørte for SL Benfica.
Hans største resultater er en femteplads sammenlagt i Giro d'Italia i 2001, sjetteplads i Tour de France 2002 og femteplads i Tour de France 2004.